# 愛的轉變
《愛的轉變》（羅馬化：Ton Rai Plai Rak）是一部由湄堤·賈倫彭執導，納瓦·君拉塔納拉（Pong）、農吉拉·叻卡準娜袞（Fern）主演，2023年5月22日起每週一至週二通過One 31播出的泰國爱情電視劇。

## 劇情簡介
Rosana為家中支柱，她努力工作賺錢來照顧生病的母親。儘管她盡了最大努力，她還是被解雇了。無奈之下，她願意做任何事，以換取母親治療費，甚至為了繼承遺產，冒充富家千金。在一個陌生的家庭中，Rosana必須與Kamolkarn同父異母的哥哥Korn打交道，一位一心想證明Rosana真實身份的人。

## 演員陣容
註：括號內的演員姓名為小名。

### 主要演員
- 納瓦·君拉塔納拉（Pong） 飾演 Korn Surawathin
- 農吉拉·叻卡準娜袞（Fern） 飾演 Rosana Suthasinee（Ros）

Tawin公司的會計，為了籌措母親的醫藥費及償還積欠Tawin的大筆債務而答應假扮他死去的妻子來繼承遺產
- 阿查·南潘（Ohm）飾演 Tawin Niymphanth（Win）

Kamolkarn的丈夫，Methinee的情夫，命令Rosana假扮死去的妻子以繼承遺產

### 其他演員
- 阿梅娜·芘妮（Mo） 飾演 Hemawadee（Wadee）

Korn的青梅竹馬，暗戀Korn
- 琵查娜·莎卡功（英语：Pitchanart Sakakorn）（May） 飾演 Methinee（May）

Tawin的秘書與小三
- 芃瑟蓉·柔伊露恩（Xiang） 飾演 Tangyong（Yong）

Korn的表妹，YouTube頻道"Mai-Dee-Mai-Gin"的擁有者
- 蒙特里·楨亞克松（Pu）飾演 Kasem Surawathin

Korn與Kamolkarn的父親
- 帕維娜·茶梨斯綑（Jeab） 飾演 Phen

Korn的母親
- 甘賈娜蓬·布洛派（Jeab） 飾演 Thipphaya（Thip）

Rosana與Ratchaphol的母親，患有心臟病
- 納特·提恩平姆（Natthew） 飾演 Somkiat

律師，Surawathin家的親信
- 拉查維·詹倫阿南（Graphic） 飾演 Ratchaphol（Rat）

廚師，Rosana的弟弟

### 特別出演
- 芃帕薇·烏峇塔姆（June） 飾演 Kamolkarn

Tawin的妻子，Korn同父異母的妹妹，因車禍後遺症猝死
- 彭帕克·西里古爾（英语：Penpak Sirikul）（Tai） 飾演 Duangjai

Kamolkarn的母親，在回普吉島繼承遺產的路上遭遇車禍過世
- 鞏卡潘·參蘇立亞（Noom） 飾演 Narong

Hemawadee的父親
- 窩拉力·鳳阿隆（Not） 飾演 Chotphan

刑警，Korn的朋友

## 劇集迴響

### 泰國電視收視
- 收視最低的集數以藍色表示，收視最高的集數以紅色表示，而空格則表示該集的收視沒有相關數據。

| 集數 No.   | 播放日期      | 播放時段 (UTC+07:00) | 平均收視率 | 來源  |
| ---------- | ------------- | -------------------- | ---------- | ----- |
| 1          | 2023年5月22日 | 星期一 20:30         | 1.30       | [ 2 ] |
| 2          | 2023年5月23日 | 星期二 20:30         | 1.20       | [ 2 ] |
| 3          | 2023年5月29日 | 星期一 20:30         | 1.40       | [ 2 ] |
| 4          | 2023年5月30日 | 星期二 20:30         | 1.30       | [ 2 ] |
| 5          | 2023年6月5日  | 星期一 20:30         | 1.30       | [ 2 ] |
| 6          | 2023年6月6日  | 星期二 20:30         | 1.20       | [ 2 ] |
| 7          | 2023年6月12日 | 星期一 20:30         | 1.50       | [ 2 ] |
| 8          | 2023年6月13日 | 星期二 20:30         | 1.40       | [ 2 ] |
| 9          | 2023年6月19日 | 星期一 20:30         | 1.60       | [ 2 ] |
| 10         | 2023年6月20日 | 星期二 20:30         | 1.90       | [ 2 ] |
| 11         | 2023年6月26日 | 星期一 20:30         | 1.70       | [ 2 ] |
| 12         | 2023年6月27日 | 星期二 20:30         | 1.70       | [ 2 ] |
| 13         | 2023年7月3日  | 星期一 20:30         | 1.40       | [ 2 ] |
| 14         | 2023年7月4日  | 星期二 20:30         | 1.70       | [ 2 ] |
| 15         | 2023年7月10日 | 星期一 20:30         | 1.70       | [ 2 ] |
| 16         | 2023年7月11日 | 星期二 20:30         | 1.70       | [ 2 ] |
| 平均收視率 | 平均收視率    | 平均收視率           | 1.50       | 1     |

^1  基於每集的平均觀眾份額。

## 電視節目的變遷
| 泰國 One 31 星期一至二 20:30－21:30   | 泰國 One 31 星期一至二 20:30－21:30       | 泰國 One 31 星期一至二 20:30－21:30 |
| ------------------------------------- | ----------------------------------------- | ----------------------------------- |
|                                       | 愛的轉變 （2023年5月22日－2023年7月11日） |                                     |
| 壞愛 （2023年3月20日－2023年5月15日） | 俠客劍心 （2023年7月12日－）              |                                     |